# Placówka Straży Granicznej w Huwnikach
Placówka Straży Granicznej w Huwnikach – graniczna jednostka organizacyjna Straży Granicznej realizująca zadania w ochronie granicy państwowej z Ukrainą (zewnętrznej granicy Unii Europejskiej).

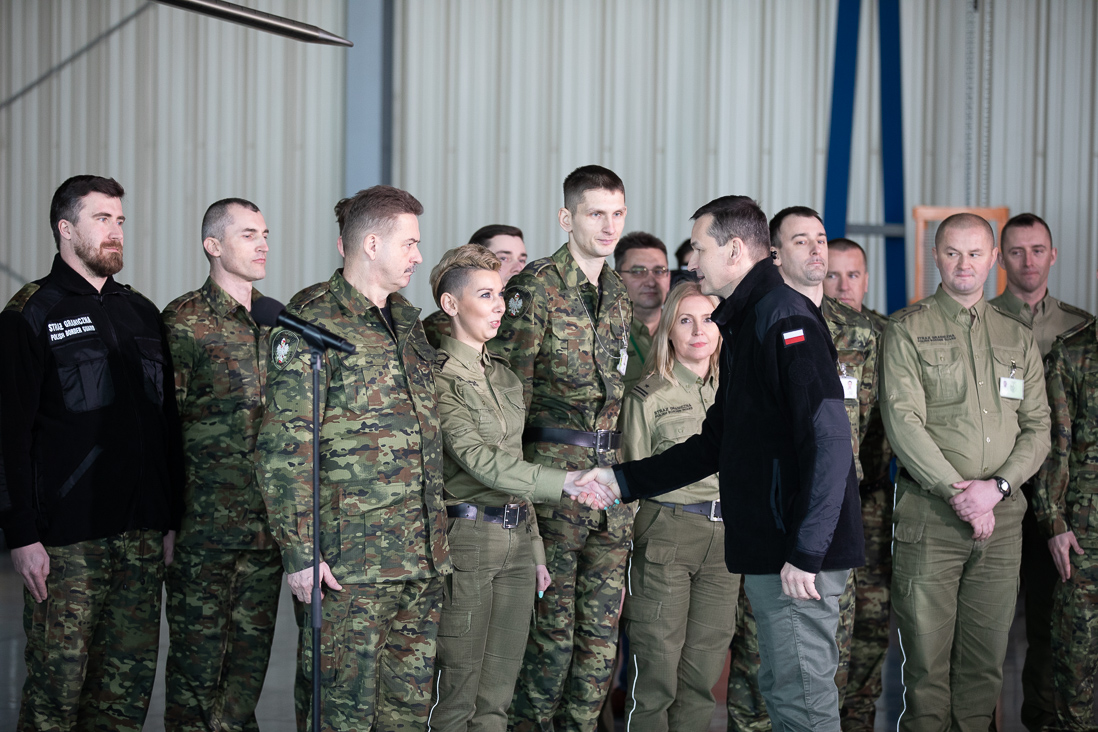
Załoga placówki SG w Huwnikach i premier Mateusz Morawiecki (luty 2019)

## Formowanie i zmiany organizacyjne
Placówka Straży Granicznej w Huwnikach (PSG w Huwnikach) z siedzibą w Huwnikach, została powołana 24 sierpnia 2005 Ustawą z 22 kwietnia 2005 O zmianie ustawy o Straży Granicznej..., w strukturach Bieszczadzkiego Oddziału Straży Granicznej w Przemyślu z przemianowania dotychczas funkcjonującej od 24 czerwca 2002 Strażnicy Straży Granicznej w Huwnikach (Strażnica SG w Huwnikach). Znacznie rozszerzono także uprawnienia komendantów, m.in. w zakresie działań podejmowanych wobec cudzoziemców przebywających na terytorium RP.
25 listopada 2005 nastąpiło zakończenie służby w Straży Granicznej funkcjonariuszy służby kandydackiej i przejście Straży Granicznej na system służby zawodowej.
W 2023, Placówka Straży Granicznej w Huwnikach miała status placówki SG kategorii III.

## Ochrona granicy
Do ochrony powierzonego odcinka granicy państwowej placówka wykorzystuje wieżę obserwacyjną w miejscowości Pacław z lokalnym ośrodkiem nadzoru w placówce SG w Huwnikach.
W lipcu 2006 na terenie placówki SG w Huwnikach zostało przekazane do dyspozycji Wydziału Lotniczego nowoczesne lądowisko dla śmigłowców wraz z zapleczem socjalno-technicznym dla obsługi statków powietrznych. W październiku 2006 siedziba Wydziału została przeniesiona z Rzeszowa-Jasionki do Huwnik i od tego czasu na terenie placówki znajduje się siedziba Wydziału IV Lotniczego Biura Lotnictwa Komendy Głównej SG w której stacjonują dwa śmigłowce PZL Kania, a od października 2019 Airbus Helicopters H-135 do realizacji zadań w ochronie granicy państwowej. tj. do działań obserwacyjno-rozpoznawczych mających na celu przeciwdziałanie nielegalnej migracji oraz walkę z przemytem.  

## Terytorialny zasięg działania
Placówka Straży Granicznej w Huwnikach ochrania odcinek granicy państwowej o długości ok. 13 km.
Stan z 1 listopada 2017
- Włącznie znak graniczny nr 475, wyłącznie znak graniczny nr 447.
- W strefie nadgranicznej linia rozgraniczenia z placówką SG w:

1. Hermanowicach: włączony znak graniczny nr 475, wyłączone Kłokowice i Aksmanice, Gaje i Berendowice, punkt triangulacyjny 496,3 (góra Szybenica), w linii prostej w kierunku zachodnim do granicy gmin  Krasiczyn i Fredropol, dalej granicą gmin Krasiczyn i Fredropol oraz Krasiczyn i Bircza.
2. Wojtkowej: wyłączony znak graniczny nr 447, dalej linią prostą w kierunku zachodnim do granicy gmin Fredropol i Ustrzyki Dolne, dalej granicą gmin Fredropol i Ustrzyki Dolne, oraz Bircza i Ustrzyki Dolne[d].

Stan z 1 sierpnia 2011
- Włącznie znak graniczny nr 475, wyłącznie znak graniczny nr 446.
- W strefie nadgranicznej linia rozgraniczenia z placówką SG w:

1. Hermanowicach: włącznie znak graniczny nr 475, punkt triangulacyjny 496,4 (góra Szybenica), punkt triangulacyjny 428,1 (góra Bobowiska) dalej do styku gmin Krasiczyn, Bircza i Krzywcza.
2. Wojtkowej: wyłącznie znak graniczny nr 446, dalej granicą gmin Fredropol i Bircza oraz Ustrzyki Dolne.

## Placówki sąsiednie
- Placówka SG w Hermanowicach ⇔ Placówka SG w Wojtkowej – 01.08.2011.

## Komendanci placówki
- ppłk SG Krzysztof Dyl (24.08.2005–14.02.2014)[11]
- ppłk SG Robert Cwynar (był w 2021[12]–był w 2023[6])